# Karl von Stürgkh
Conde Karl von Stürgkh (Graz, 30 de outubro de 1859 - Viena, 21 de outubro de 1916) foi um político austríaco e Ministro-Presidente da Cisleitânia durante a Crise de julho de 1914, que levou à eclosão da Primeira Guerra Mundial. 
Stürgkh entrou para a política como membro conservador e ultra-clericalista do Parlamento austríaco em 1909, foi membro austríaco do Conselho Imperial, Ministro da Educação e Ministro-Presidente da Cisleitânia de 3 de novembro de 1911 até seu assassinato em 21 de outubro de 1916, quando foi baleado pelo político social-democrata Friedrich Adler em um café em Viena. Adler era contrário a participação da Áustria na guerra, o que o motivou a assassinar o conde. Fez parte da comissão de cinco ministros austro-húngaros que tomaram a decisão de ir à guerra em 1914. Seu governo foi marcado pelo autoritarismo e pela censura à imprensa, o que causou danos à sua popularidade.